# Weekends
«Weekends» (рус. Выходные) — второй сингл из альбома Bridging the Gap хип-хоп группы Black Eyed Peas, записанный при участии певицы Esthero. На стороне «Б» находится песня «Get Original».

## Видеоклип
Вначале клипа will.i.am, apl.de.ap и Taboo после завершения рабочего дня обсуждаю как провести выходные (англ. weekends), после чего они решили пойти на вечеринку. В эпизодах также присутствуют Esthero, Blood of Abraham и Kim Hill.

## Список композиций
1. «Weekends» (альбомная версия)
2. «Weekends» (инструментальная версия)
3. «Weekends» (а капелла)
4. «Get Original» (альбомная версия)
5. «Get Original» (инструментальная версия)

USA vinyl single
Сорона A
1. «Weekends» (радио версия) — 3:59
2. «Weekends» (инструментальная версия) — 3:59
3. «Weekends» (а капелла) — 3:51

Сторона B
1. «Get Original» (радио версия) — 3:07
2. «Get Original» (альбомная версия) — 3:07
3. «Get Original» (инструментальная версия) — 3:07

Australian CD single
1. «Weekends»
2. «Empire Strikes Black»
3. «Magic»
4. «Joints & Jam» (Billion Mix)
5. «Weekends» (живое исполнение)
6. «BEP Empire» (расширенный видеоклип)

Europe CD single
1. «Weekends»
2. «Empire Strikes Black»
3. «Magic»
4. «BEP Empire» (расширенный видеоклип)

## Чарты
| Чарт (2000)           | Наивысшая позиция |
| --------------------- | ----------------- |
| ARIA Charts           | 94                |
| Media Control Charts  | 100               |
| Hot R&B/Hip-Hop Songs | 73                |
| Hot Rap Songs         | 34                |